# Les Hêtres rouges
Les Hêtres rouges, aussi traduite Les Hêtres pourpres, Les Hêtres d'or et Les Hêtres-Dorés (The Adventure of the Copper Beeches en version originale), est l'une des cinquante-six nouvelles d'Arthur Conan Doyle mettant en scène le détective Sherlock Holmes. Elle est parue pour la première fois dans la revue britannique The Strand Magazine en juin 1892, avant d'être regroupée dans le recueil Les Aventures de Sherlock Holmes (The Adventures of Sherlock Holmes). Il s'agit de la douzième et dernière nouvelle du recueil.

## Résumé
Violet Hunter vient consulter Sherlock Holmes au sujet d'une étrange proposition d'emploi de gouvernante. Le poste, offert par un certain Jephro Rucastle, propose un salaire initial de 100 livres par an, mais est assorti de conditions inhabituelles, notamment celle de se couper les cheveux très court. Face à son refus initial, Rucastle augmente l'offre à 120 livres. Malgré ses appréhensions, Violet accepte finalement et part pour le Hampshire, au domaine des Hêtres Pourpres. Holmes lui recommande de le contacter par télégramme au moindre souci.
Quinze jours plus tard, Violet supplie Holmes de la rejoindre à Winchester. Elle raconte alors à Holmes et au Dr Watson ce qu'il lui est arrivée depuis qu'elle est arrivée.  
Elle lui révèle alors d'étranges événements : Rucastle lui fait régulièrement porter une robe bleu électrique et s'asseoir dans le salon, dos à la fenêtre. Suspicieuse, elle utilise un fragment de miroir dissimulé dans son mouchoir et découvre un homme qui observe la maison depuis la route. D'autres détails troublants s'accumulent : Mme Rucastle ne sourit jamais, l'enfant de six ans dont elle a la charge fait preuve d'une cruauté inquiétante envers les animaux, et Violet découvre dans un tiroir verrouillé une natte de cheveux semblable aux siens. Plus inquiétant encore, Carlo, un mastiff d'une taille impressionnante délibérément affamé et féroce que seul le domestique ivrogne, M. Toller, peut maîtriser, est lâché chaque nuit dans le parc, interdisant tout déplacement nocturne. 
Une aile condamnée de la maison, aux fenêtres sales ou occultées, intrigue particulièrement Violet. Un jour, Rucastle en sort, visiblement perturbé, prétextant y avoir installé une chambre noire. Profitant d'un oubli de Toller qui laisse ses clés dans la serrure, Violet s'y aventure mais s'enfuit, effrayée par une ombre mouvante derrière une porte verrouillée. Elle tombe sur Rucastle qui, tout en tentant de la rassurer, cherche à savoir ce qu'elle a découvert. Sa surenchère théâtrale éveille les soupçons de Violet , confirmés lorsqu'il menace subitement de la livrer à Carlo si elle s'aventure à nouveau dans cette aile.
Holmes en déduit qu'un prisonnier est retenu dans l'aile mystérieuse. Il comprend que Rucastle a engagé Violet pour qu'elle se fasse passer pour sa fille Alice, dont Violet ignore l'existence mais à qui elle ressemble étrangement, afin de décourager le mystérieux observateur. Accompagnés de Violet et du Dr Watson, Holmes force l'entrée de l'aile interdite, mais celle-ci est vide. Rucastle surgit alors ; convaincu qu'ils ont aidé Alice à s'échapper, il tente de lancer Carlo sur eux. Mais le chien, affamé plus longtemps que d'habitude, se retourne contre son maître (son véritable maître est Toller), jusqu'à ce que Watson l'abatte d'un coup de revolver.
Plus tard, Mme Toller confirme les déductions de Holmes : Alice devait recevoir une rente à sa majorité, selon le testament de sa défunte mère. Rucastle avait tenté de la forcer à lui céder cet héritage, provoquant chez elle une fièvre cérébrale durant laquelle on lui coupa les cheveux. Il avait ensuite cherché à l'éloigner de son fiancé, utilisant Violet pour maintenir les apparences.
L'épilogue nous apprend qu'Alice épouse son fiancé ; que Rucastle survit, mais reste invalide, soigné par sa seconde épouse ; et que Violet Hunter devient directrice d'une école de jeunes filles à Walsall, où son organisation est très apprécié.

## Genèse de la nouvelle
Après avoir fait figurer Holmes dans deux romans (Une étude en rouge et Le Signe des quatre), Arthur Conan Doyle envisage tout d'abord de n'écrire que six nouvelles supplémentaires. Puis il accepte d'en rédiger six autres, à condition de voir sa rémunération augmenter. Déjà ennuyé par le succès de son personnage, qui l'« empêche de penser à des choses meilleures », Conan Doyle prévoit de le faire mourir dans la douzième et dernière nouvelle. Il annonce son intention à sa mère, Mary Foley Doyle, alors qu'il vient de terminer l'écriture de la onzième nouvelle, Le Diadème de béryls. Consternée par cette décision de « tuer » un personnage aussi prometteur, elle lui propose alors des idées d'intrigues pour l'inciter à continuer les aventures du détective. C'est le cas pour Les Hêtres rouges, Conan Doyle acceptant finalement l'idée de prolonger (temporairement) la durée de vie de son héros.

## Adaptations filmées
- 1985 : Épisode des Aventures de Sherlock Holmes (série télévisée) avec Natasha Richardson et Joss Ackland en vedettes invitées.

## Livre audio en français
- Arthur Conan Doyle, Les Hêtres d'or [« The Adventure of the Copper Beeches »], Paris, La Compagnie du Savoir, coll. « Les enquêtes de Sherlock Holmes », 2011 (EAN 3760002133935, BNF 42478177)Narrateur : Cyril Deguillen ; support : 1 disque compact audio ; durée : 1 h 7 min environ ; référence éditeur : La Compagnie du Savoir CDS072. Le nom du traducteur n'est pas indiqué.